# Handstrickgarn

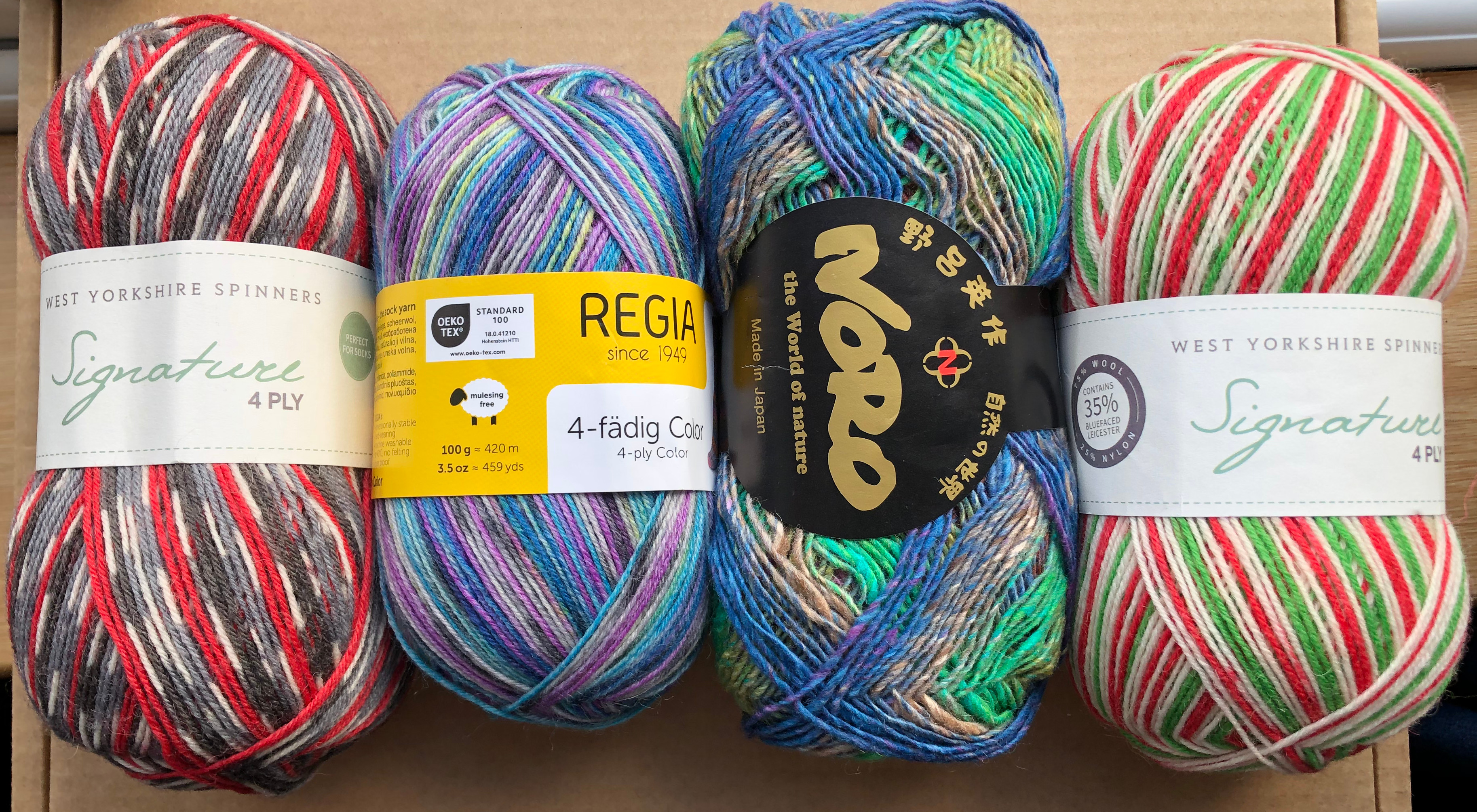
Handelsüblich wird Handstrickgarn in Wollknäuele portioniert im Handel angeboten

Als Handstrickgarn bezeichnet man ein Garn, welches speziell für das handarbeitliche Stricken mit Handstricknadeln hergestellt wird. Es besitzt meist eine niedrigere Spinn- und Zwirndrehung als Maschinen- oder Webgarne. Verkauft wird es in unterschiedlichen Knäuelformen oder Strängen. Umgangssprachlich wird beim Handstrickgarn meist auch von Strickwolle oder ungenau einfach von Wolle gesprochen.

## Typen
Man kann grundsätzlich zwischen linearen Basisgarnen und Effektgarnen unterscheiden. Die Grenzen zwischen beiden Garntypen sind jedoch fließend.

### Lineare Basisgarne
Bei den linearen, also eher glatten Garnen handelt es sich häufig um solche, die zum Stricken von Kleidungsstücken eingesetzt werden. In neuerer Zeit wird diese Mischung zunehmend durch technisch vorteilhaftere Mischungen aus Wolle mit Funktionsfasern, wie z. B. Polycolon abgelöst.
Im Pulloverbereich werden oft reine Wollgarne, Baumwolle, Mischungen mit Wolle/Acryl, reine Chemiefasergarne oder ebenfalls Sockengarne bzw. Sockenwolle eingesetzt.

#### Synthetische Garne
Synthetisch hergestellte Garne bestehen aus künstlich bzw. chemisch hergestellten Fasern.
Verwendete Materialien sind:
- Elasthan
- Polyacrylnitril
- Polyamide
- Polyester

#### Natürliche Garne
Natürliche Garne stammen ursprünglich von Pflanzen oder Tieren. Sie sind biologisch abbaubar und wachsen natürlich nach, weshalb sie aus Sicht des Umweltschutzes einige Vorteile gegenüber synthetischen Fasern haben. Allerdings ist es vom Anwendungsgebiet abhängig ob synthetische oder natürliche Fasern besser geeignet sind.
Typische Quellen für natürliche Garne sind:
- Alpakas
- Ziegen (z. B. Kaschmirziege)
- Schafe
- Seidenspinnerraupe
- Bambus
- Baumwolle
- Flachs (Leinen)

#### Halbsynthetische Garne
Halbsynthetische Garne werden aus natürlichen Materialien gewonnen, jedoch einem umfangreichen chemischen Prozess unterzogen und dabei teilweise in ihrer chemischen Struktur verändert. Halbsynthetische Garne sind im Gegensatz zu synthetischen Garnen biologisch abbaubar.
Die häufigsten halbsynthetischen Garne sind:
- Modal
- Viskose

#### Mischformen
Es gibt daneben noch zahlreiche Mischformen, welche versuchen positive Eigenschaften verschiedener Garntypen miteinander zu kombinieren.
So besteht Sockenwolle, d. h. Wolle die speziell für das Stricken von Socken gedacht ist, im Regelfall aus 25 % Polyamid, welcher dafür sorgt, dass die Socken durch Tragen und Waschen nicht ihre Form verlieren. Kombiniert wird der synthetische Anteil mit 75 % natürlicher Wolle. In den überwiegenden Fällen Schurwolle oder Baumwolle. Seit einigen Jahren wird aber auch die Kombination mit Bambuswolle beliebter, da Bambuswolle die positive Eigenschaft hat Flüssigkeit aufzunehmen und der Vermehrung von Bakterien am Fuß entgegenzuwirken.
Auf Grund dieser Mischung kann Sockenwolle auch für das Stricken anderer Kleidungsstücke angewendet werden, wohingegen eine reine Naturwolle für das Herstellen von stark beanspruchten Kleidungsstücken wie Socken oder Hosen im Regelfall nicht in Frage kommt.

### Effektgarne
Effektgarne sind Zier- oder Fantasiegarne, bei denen auf verschiedenen Fertigungswegen eine bewegte, unruhige oder ausdrucksstarke Oberflächenstruktur erzeugt wird. Dieses wird z. B. bei Effektzwirnen durch das Verzwirnen zweier oder mehrerer unterschiedlich starker Fäden auf einer Effektzwirnmaschine erreicht. Weitere Effektzwirne sind beispielsweise Boucle, Loup, Vrille.
Effektgarne lassen sich auch durch ungleiches Spinnen (Flammengarne, Titermischungen), durch Beimischen von Fremdfasern oder -Teilen (Noppengarne, Stichelhaare), durch Farb- und Glanzeffekte (Metallicgarne) sowie durch modifizierte Fertigungsschritte (Dochtgarn) erzielen.  Neben optischen Effekten werden neuerdings auch Funktionsgarne mit physiologischen Vorteilen entwickelt. Im Effektgarnbereich werden häufig Chemiefasern eingesetzt.

## Hersteller
| Marke           | Hersteller                       | Land        |
| --------------- | -------------------------------- | ----------- |
| Artyarns        | Artyarns                         | USA         |
| Austermann      | Schoeller Süssen GmbH            | Deutschland |
| Ferner Wolle    | Wollgarnspinnerei Ferner GmbH    | Österreich  |
| Järbo Wolle     | Järbo Garn AB                    | Schweden    |
| Opal            | Tutto Wolfgang Zwerger GmbH      | Deutschland |
| Pro Lana        | Langendorf & Keller GmbH         | Deutschland |
| Relana Garne    | Fr. Wilhelm und Karin Reller OHG | Deutschland |
| Schachenmayr    | MEZ GmbH                         | Deutschland |
| Schoeller&Stahl | Schoeller Süssen GmbH            | Deutschland |
| Woolly Hugs     | Veronika Hug                     | Deutschland |